# Pior Que Possa Imaginar
"Pior Que Possa Imaginar" é uma canção da cantora e compositora brasileira Luísa Sonza. Seu lançamento ocorreu em 22 de março de 2019, através da Universal Music Brasil, servindo como primeiro single de seu álbum de estréia, Pandora (2019).

## Vídeo musical
O vídeo musical foi lançado na mesma data do lançamento da faixa, 22 de março de 2019, na conta oficial de Sonza no YouTube. Dirigido por Jacques Dequeker, o mesmo que assinou "Boa Menina", a estética do clipe é carregada de referências de moda. No clipe, Sonza se diverte com seis looks diferentes, alternando entre roupas fofas e ousadas. Os looks são usados para mostrar que Luísa pode ser tanto boa menina como rebelde. A ideia de Luísa, que além de protagonizar assina a direção criativa do novo clipe, é quebrar rótulos, inclusive para outras mulheres. Em um comunicado à um site de entretenimento, a cantora disse:
| “ | Nesse clipe, eu quis mostrar que qualquer mulher pode ser o que ela quiser ser, sem rótulos, sem ter que ser nada que não queira. Também quis fazer uma crítica a cerca do quanto já fui pressionada em ser ‘o que eu deveria ser’ aos olhos das pessoas. Me rotulavam pela minha aparência e principalmente por eu ser uma mulher comprometida, diziam que eu não poderia ser artista porque meu marido já era, que eu deveria pensar em ter filhos e cuidar da casa. Na gravação, mostro que nem eu, nem nenhuma mulher, precisa ser nada do que tanto tempo lhe foi imposto como ‘certo’, a não ser que se queira isso. | ” |

## Desempenho nas tabelas musicais
| Tabela musical (2019)                | Melhor posição |
| ------------------------------------ | -------------- |
| Top 100 Brasil (Crowley Charts)      | 83             |
| Top 10 Pop Nacional (Crowley Charts) | 9              |